# Lista de capítulos de D.Gray-man
O mangá D.Gray-man é escrito e ilustrado por Katsura Hoshino, e é publicado pela editora Shueisha. O primeiro capítulo de D.Gray-man foi publicado em maio de 2004 na revista Weekly Shonen Jump, onde foi publicado até o capítulo 186 em abril de 2009, o capítulo 187 foi publicado em agosto do mesmo ano na Akamaru Jump, em novembro teve sua publicação normalizada a partir do capítulo 188, na revista Jump Square, já tendo ultrapassado mais de 220 capítulo lançados atualmente. Nesta página, os capítulos estão listados por volume, com seus respectivos títulos originais (volumes com seus títulos originais abaixo do traduzido e capítulos com seus títulos originais na coluna secundária). Alguns capítulos saíram apenas na Jump Square, não tendo sido lançados na forma de Volumes, porém, eles também estarão listados aqui.
No Brasil, é licenciado e publicado pela editora Panini desde março de 2009.

## Volumes 1~10
| - 1. Prólogo - 2. Noite de Lua Cheia - 3. Pentáculos - 4. Resolução e Começo - 5. A Ordem Negra - 6. Admissão no Castelo - 7. Revelação e Destino | - 1. opening - 2. 満月の夜 (Mangetsu no Yoru) - 3. ペンタクル (Pentakuru) - 4. 覚悟と始まり (Kakugo to Hajimari) - 5. 黒の教団 (Kuro no Kyōdan) - 6. 入城 (Nyūjō) - 7. 判明と行く先 (Hanmei to Yukusaki) |

| - 8. O Início da Missão - 9. O Ancião de Barro e a Ária de uma Noite Triste 1 - 10. O Ancião de Barro e a Ária de uma Noite Triste 2 - 11. O Ancião de Barro e a Ária de uma Noite Triste 3 - 12. O Ancião de Barro e a Ária de uma Noite Triste 4 - 13. O Ancião de Barro e a Ária de uma Noite Triste 5 - 14. O Ancião de Barro e a Ária de uma Noite Triste 6 - 15. O Ancião de Barro e a Ária de uma Noite Triste 7 - 16. O Ancião de Barro e a Ária de uma Noite Triste 8 | - 8. 任務開始 (Ninmu Kaishi) - 9. 土翁と空夜のアリア① (Tsuchi Okina to Kūya no Aria 1) - 10. 土翁と空夜のアリア② (Tsuchi Okina to Kūya no Aria 2) - 11. 土翁と空夜のアリア③ (Tsuchi Okina to Kūya no Aria 3) - 12. 土翁と空夜のアリア④ (Tsuchi Okina to Kūya no Aria 4) - 13. 土翁と空夜のアリア⑤ (Tsuchi Okina to Kūya no Aria 5) - 14. 土翁と空夜のアリア⑥ (Tsuchi Okina to Kūya no Aria 6) - 15. 土翁と空夜のアリア⑦ (Tsuchi Okina to Kūya no Aria 7) - 16. 土翁と空夜のアリア⑧ (Tsuchi Okina to Kūya no Aria 8) |

| - 17. O Incidente de Aniquilação da Ordem Negra - 18. O Incidente de Aniquilação da Ordem Negra Errata: O Incidente da Tentativa de Aniquilação da Ordem Negra - 19. A Cidade do Retroceder - 20. Inútil - 21. Contato - 22. Ser Humano - 23. Akuma - 24. A Invocação de Miranda Lotto - 25. Regeneração - 26. O Cair da Neve Sobre a Cidade | - 17. 黒の教団壊滅事件 (Kuro no Kyōdan Kaimetsu Jiken) - 18. 黒の教団壊滅事件改め黒の教団壊滅未遂事件 (Kuro no Kyōdan Kaimetsu Jiken Aratame, Kuro no Kyōdan Kaimetsu Misui Jikan) - 19. 巻き戻しの街 (Makimodoshi no Machi) - 20. 役立たず (Yakutatazu) - 21. 接触 (Sesshoku) - 22. 人間 (Ningen) - 23. 悪魔 (Akuma) - 24. ミランダ·ロットーの発動 (Miranda Rottō no Hatsudou) - 25. 再生 (Saisei) - 26. 街に雪が降り (Machi ni Yuki ga Furi) |

| - 27. Suspeita - 28. Manto - 29. Ameaça aos Generais - 30. Desaparecido - 31. O Vampiro do Castelo Isolado 1 ~O Mensageiro Misterioso~ - 32. O Vampiro do Castelo Isolado 2 ~Exorcista VS Vampiro~ - 33. O Vampiro do Castelo Isolado 3 ~O Castelo Krory~ - 34. O Vampiro do Castelo Isolado 4 ~O Renegado~ - 35. O Vampiro do Castelo Isolado 5 ~Elliade~ - 36. O Vampiro do Castelo Isolado 6 ~O Retorno~ | - 27. 不審 (Fushin) - 28. 団服 (Dan Fuku) - 29. 元帥の危急 (Gensui no Kikyū) - 30. 行方不明 (Yukuefumei) - 31. 孤城の吸血鬼①―謎の使者― (Kojō no Kyūketsuki 1 ~Nazo no Shisha~) - 32. 孤城の吸血鬼②―エクソシストVS吸血鬼― (Kojō no Kyūketsuki 2 ~Ekusoshisuto VS Kyūketsuki~) - 33. 孤城の吸血鬼③―クロウリー城― (Kojō no Kyūketsuki 3 ~Kurōrī Jō~) - 34. 孤城の吸血鬼④―嫌われ者― (Kojō no Kyūketsuki 4 ~Kiraware Mono~) - 35. 孤城の吸血鬼⑤―エリアーデ― (Kojō no Kyūketsuki 5 ~Eriāde~) - 36. 孤城の吸血鬼⑥―帰還― (Kojō no Kyūketsuki 6 ~Kikan~) |

| - 37. O Vampiro do Castelo Isolado 7 ~União~ - 38. O Vampiro do Castelo Isolado 8 ~Amor Despedaçado como Pétalas de Rosa~ - 39. O Vampiro do Castelo Isolado 9 ~Afeição~ - 40. O Vampiro do Castelo Isolado 10 ~Razão~ - 41. Premonição - 42. Três Homens e Uma Criança - 43. Gargalhada - 44. Números da Estatística - 45. Sinal - 46. O Óbito de Cross Marian | - 37. 孤城の吸血鬼⑦―合流― (Kojō no Kyūketsuki 7 ~Gōryū~) - 38. 孤城の吸血鬼⑧―愛、薔薇薔薇― (Kojō no Kyūketsuki 8 ~Ai, Barabara~) - 39. 孤城の吸血鬼⑨―コイ― (Kojō no Kyūketsuki 9 ~Koi~) - 40. 孤城の吸血鬼⑩―理由― (Kojō no Kyūketsuki 10 ~Riyū~) - 41. 予覚 (Yokaku) - 42. 三人の男と一人の子供 (Sannin no Otoko to Hitori no Kodomo) - 43. 呵呵大笑 (Kakataishō) - 44. 机上の数字 (Kijō no Sūji) - 45. sign - 46. クロス·マリアンの訃音 (Kurosu Marian no Fuin) |

| - 47. O Objetivo do Ataque - 48. Lembranças de uma Escuridão Eterna - 49. Pecado - 50. A Voz de um Companheiro - 51. Ovelha Desgarrada - 52. O Começo da Última Noite - 53. As Últimas Palavras de Suman Dark - 54. Arranque o Coração de Allen - 55. Excluir - 56. Pesadelo | - 47. 来襲の目的 (Raishū no Mokuteki) - 48. 常闇の記憶 (Tokoyami no Kiaku) - 49. 罪 (Tsumi) - 50. 仲間の声 (Nakama no Koe) - 51. Lost Sheep - 52. 終わりの夜のはじまり (Owari no Yoru no Hajimari) - 53. スーマン·ダーク最期の言葉 (Sūman Dāku Saigo no Kotoba) - 54. rend Allen's heart - 55. 削除 (Derīto) - 56. 悪夢 (Naitomea) |

| - 57. Encruzilhada - 58. O Destruidor do Tempo - 59. Palpitar Branco - 60. O Caminho da Promessa - 61. Braço Esquerdo - 62. Tática - 63. Céu Sem Horizonte - 64. Nível 3 - 65. "Título..." - 66. Dos Mares e Nuvens | - 57. crossroads - 58. 時の破壊者 (Toki no Hakaisha) - 59. 白の鼓動 (Shiro no Kodō) - 60. 誓いの道 (Chikai no Michi) - 61. 左腕 (Hidariude) - 62. 作戦 (Sakusen) - 63. 暗雲の空 (Anun no Sora) - 64. レベル3 (Reberu 3) - 65. 「題名・・・」 ("Taitoru...") - 66. 海と雲から (Umi to Kumo Kara) |

| - 67. Fenômeno Inexplicável - 68. A Escuridão Abissal - 69. O Significado do Fim do Mundo - 70. Contra-ataque - 71. O Preço da Destruição - 72. Desaparecendo no Mar - 73. Neve Carmesim - 74. O Navio Retorna, Mas a Garota Não - 75. Mensagem - 76. Lançamento Perdido | - 67. 不明現象 (Fumei Genshō) - 68. 沈む黒 (Shizumu Kuro) - 69. 世界が滅ぶということ (Sekai ga Horobu to iu Koto) - 70. 反撃 (Hangeki) - 71. 破壊の代価 (Hakai no Daika) - 72. そして海から消えて (Soshite Umi Kara Kiete) - 73. crimson snow - 74. 船斑ぎ少女戻らず (Fune Modorogi Shōjo Modorazu) - 75. メッセージ (Messēji) - 76. 亡失解除 (Rosuto Kaijo) |

| - 77. Paraíso dos Pesadelos - 78. Mensagem do Juíz - 79. Batalha · Edo + China - 80. O Branco da Dúvida - 81. Nossa Esperança - 82. E Então Allen Segue em Frente - 83. Caminho à Caminho, um Tapete de Espinhos - 84. Junto com Você - 85. Encenando um Ato de Amor - 86. E Chega a Hora de Adormecer | - 77. メア·パラダイス (Mea Paradaisu) - 78. メッセージ フロム ジャッチ (Messēji Furomu Jacchi) - 79. 対戦・江戸+中国 (Taisen · Edo + Chuugoku) - 80. 困惑の白 (Konwaku no Shiro) - 81. 僕らの希望 (Bokura no Kibō) - 82. そしてアレンは歩いていった (Soshite Aren wa Aruite Itta) - 83. 道と道 その間は棘 (Michi to Michi, Sono Aida wa Ibara) - 84. キミと共に (Kimi to Tomo ni) - 85. その劇中でアイを演じる (Sono Gekichū de Ai wo Enjiru) - 86. そして眠りにつく頃に (Soshite Nemuri ni Tsuku Koro ni) |

| - 87. Entra Tiedoll - 88. A Risada dos Vilões - 89. Tragicomédia - 90. O Sino Final Ainda Tem que Tocar - 91. Uma Chave e Quatro Portas - 92. O Quarto de Skinn Bolic - 93. Memórias de Noah 1 - 94. Memórias de Noah 2 - 95. Memórias de Noah 3 - 96. Memórias de Noah 4 - 97. Memórias de Noah 5 | - 87. ティエドール、エントリー (Tiedōru, Entorī) - 88. 悪役は笑い出す (Akuyaku wa Waraidasu) - 89. トラジコメディ (Torajikomedi) - 90. 閉幕ベルはまだ鳴らない (Heimaku Beru wa Mada Naranai) - 91. 鍵と4つの扉 (Kagi to Yottsu no Tobira) - 92. スキン・ボリック・ルーム (Sukin Borikku Rūmu) - 93. ノアズ・メモリー・1 (Noazu Memorī 1) - 94. ノアズ・メモリー・2 (Noazu Memorī 2) - 95. ノアズ・メモリー・3 (Noazu Memorī 3) - 96. ノアズ・メモリー・4 (Noazu Memorī 4) - 97. ノアズ・メモリー・5 (Noazu Memorī 5) |

## Volumes 11~20
| - 98. Quarto dos Gêmeos - 99. Crise das Dívidas - 100. Perderam a Chave...!? - 101. Jasdero & Devit - 102. Jogo Ruim - 103. Uma Criança Travessa - 104. Nossa Força Vem da Confiança - 105. Palco Escarlate - 106. Tremor Rubro - 107. O Que Escorre para Fora do Caixão... | - 98. ツインズ･ルーム (Tsuinzu Rūmu) - 99. 借金クライシス (Shakkin Kuraishisu) - 100. Lost the key…!? - 101. ジャスデロとデビット (Jasudero to Debitto) - 102. Bad game - 103. an unruly child - 104. 信じるという僕らの強さ (Shinjiru to iu Bokura no Tsuyosa) - 105. ルージュの舞台 (Rūju no Butai) - 106. crimson shake - 107. 棺に伝うは・・・ (Hitsugi ni Tsutau wa...) |

| - 108. Krory Sangrento - 109. Feche os Olhos com o Cair da Cortina Vermelha - 110. O Banquete das Ovelhas - 111. Rapsódia das Trevas - 112. Poker - 113. Ovelha Destrutiva - 114. Cereja Rachada - 115. Pessoas Fracas - 116. Alerta de Ponto Crítico - 117. Compaixão e Determinação e - 118. Demônio | - 108. ブラッディ·クロウリー (Buraddi Kurōrī) - 109. 瞼を閉じ幕引きの赤 (Mabuta wo Toji Makuhiki no Aku) - 110. 羊の晩餐会 (Hitsuji no Bansankai) - 111. 闇色ラプソディー (Yami-iro Rapusodī) - 112. Poker - 113. 破壊的シープ (Hakaiteki Shīpu) - 114. 亀裂チェリー (Kiretsu Cherī) - 115. ヨワキ ヒト (Yowaki Hito) - 116. 臨界者出現 (Rinkaisha Shutsugen) - 117. 優しさと強さと (Yasashisa to Tsuyosa to) - 118. 魔 ―a devil― (Ma ~a devil~) |

| - 119. "La"+"vi" - 120. "Com"+"pa"+"nhei"+"ros" - 121. "Eu" - 122. Igual - 123. Vozes da Escuridão - 124. Carnaval Negro - 125. Destruição - 126. Perto de Você - 127. Aparição - 128. Duas | - 119. ｢ラ｣+｢ビ｣ ("Ra"+"bi") - 120. ｢ナ｣+｢カ｣+｢マ｣ ("Na"+"ka"+"ma") - 121. ｢オレ｣ ("Ore") - 122. equal - 123. 闇の吟 (Yami no Koe) - 124. ブラックカーニバル (Burakku Kānibaru) - 125. 崩壊 (Hōkai) - 126. 傍に (Soba ni) - 127. 出現 (Shutsugen) - 128. TWO |

| - 129. Preto e Branco a 0°C - 130. Olhos de Ódio - 131. A Sombra do Instrumentalista - 132. Instrumentalista!!? - 133. Quando Todos Voltarem - 134. O Destino da Arca - 135. Paz com Momentos de Turbulência - 136. Ovelhas e Cães - 137. O Órfão e o Palhaço - 138. O Relógio Continua Avançando | - 129. 黒白0°C (Kokubyaku 0-do) - 130. 憎悪の瞳 (Zōo no Hitomi) - 131. 奏者の影 (Sōsha no Kage) - 132. 奏者!!? (Sōsha!!?) - 133. みんなが帰ってきたら (Minna ga Kaette Kitara) - 134. 方舟の行方 (Hakobune no Yukue) - 135. 安息時々曇り (Ansoku Tokidoki Kumor) - 136. 羊と犬 (Hitsuji to Inu) - 137. 捨て子とピエロ (Sutego to Piero) - 138. だが進む刻の針 (Daga Susumu Toki no Hari) |

| - 139. Ataque ao Quartel General - 140. Do Outro Lado da Porta - 141. Aliados - 142. Venha Agora - 143. Visão - 144. Estrela Negra - Estrela Vermelha - 145. Escuridão... 4 - 146. Criança das Trevas - 147. Máquina Assassina - 148. O Chamado - 149. Aquele Dia, uma Garota | - 139. 本部襲撃 (Honbu Shūgeki) - 140. 扉の向こう (Tobira no Mukō) - 141. 味方 (Mikata) - 142. Come on now - 143. シセン (Shisen) - 144. ブラックスター·レッドスター (Burakku Sutā - Reddo Sutā) - 145. Darkness・・・4 - 146. ダークチャイルド (Dāku Chairudo) - 147. さつりくへいき (Satsuriku Heiki) - 148. ヨビゴエ (Yobigoe) - 149. あの日, 少女は (Ano Hi, Shōjo wa) |

| - 150. Sangue e Correntes - 151. Para o Deus que Odeio - 152. Agora Vamos nos Fazer uma Promessa - 153. Resolução em Vermelho - 154. Invasões na Linha de Frente - 155. Ecos de uma Longa Manhã - 156. Próxima Fase - 157. Recitativo - 158. A Flor do Mal - 159. Mudança em Meio à Tempestade, às 2 da Manhã - 160. Outro Incidente de Aniquilação da Ordem Negra | - 150. 血と鎖 (Chi to Kusari) - 151. だいきらいなかみさまへ (Daikirai na Kamisama e) - 152. そして約束のコトバを交わしましょう (Soshite Yakusoku no Kotoba wo Kawashimashō) - 153. アカノカクゴ (Aka no Kakugo) - 154. 戦線ヘンドウ (Sensen Hendō) - 155. 長い朝に響く (Nagai Asa ni Hibiku) - 156. next stage - 157. レチタティーヴォ (Rechitatīvo) - 158. 悪の花 (Aku no Hana) - 159. 嵐の引っ越し 午前2時 (Arashi no Hikkoshi, Gozen Niji) - 160. 黒の教団壊滅事件再び (Kuro no Kyōdan Kaimetsu Jiken Futatabi) |

| - 161. O Incidente de Aniquilação da Ordem Negra - Novamente - 162. O Incidente de Aniquilação da Ordem Negra - O Retorno - 163. O Incidente de Aniquilação da Ordem Negra - Sério - 164. A Ordem Negra é Realmente Aniquilada - 165. Chuva - 166. Identidade - 167. Pista - 168. Encruzilhada - 169. Então Houve Silêncio - 170. Dez Dias Depois... - 171. Frente e Verso | - 161. 黒の教団壊滅事件 アゲイン (Kuro no Kyōdan Kaimetsu Jiken - Agein) - 162. 黒の教団壊滅事件 リターンズ (Kuro no Kyōdan Kaimetsu Jiken - Ritānzu) - 163. 黒の教団壊滅事件 シリアス (Kuro no Kyōdan Kaimetsu Jiken - Shiriasu) - 164. 黒の教団ホントに壊滅 (Kuro no Kyōdan Honto ni Kaimetsu) - 165. 雨 (Ame) - 166. 正体 (Shōtai) - 167. アンジ (Anji) - 168. ワカレミチ (Wakare-michi) - 169. There was a silence - 170. 十日後・・・ (Tōka Go...) - 171. ウラオモテ (Uraomote) |

| - 172. Carta de Notícia do G - 173. Ladrão? Fantasma? Innocence? - 174. Oficial Possuído - 175. Filho de Ladrão - 176. A Batalha Interna de Hekiji - 177. Garoto Solitário - 178. Perdoe-me - 179. A Inocência de Timothy - 180. Tsukikami Nível «Dois» - 181. Misteriosa Mão Vermelha | - 172. Gからの予告状 (G-kara no Yokoku Jō) - 173. コソドロ?ゴースト?イノセンス? (Kosodoro? Gōsuto? Inosensu?) - 174. 乗っ取られた監査官 (Nottorareta Kansakan) - 175. ドロボーのコドモ (Dorobō no Kodomo) - 176. 結界の戦い (Hekiji no Tatakai) - 177. ロンリーボーイ (Ronrī Bōi) - 178. ごめんなさい (Gomen Nasai) - 179. TIMOTHY INNOCENCE - 180. 憑神れべる《弐》 (Tsukikami Reberu «Ni») - 181. 緋粧ナテハテナ (Hishō Natehatena) |

| - 182. Toque da Escuridão - 183. Fica Tudo Bem se Lavar o Rosto - 184. Neo Gyps - 185. Nascido de Amor e Ódio - 186. Ilusão - 187. Reunião e Festa - 188. Cruzada Sangrenta | - 182. Darkness Touch - 183. 顔を洗えばだいじょうぶ (Kao wo Araeba Daijōbu) - 184. ネオギプス (Neogipusu) - 185. 憎愛から生まるる (Zō Ai Kara Umaruru) - 186. 幻 (Maboroshi) - 187. Party and Party - 188. 聖戦ブラッド (Seisen Buraddo) |

| - 189. A Voz de Judas - 190. Um Jardim de Flores sem Frutos - 191. Memórias de Amor - 192. O Apóstolo Revelado - 193. Amigo | - 189. ユダの呼 (Yuda no Ko) - 190. 徒花の庭 (Adabana no Niwa) - 191. アイの記憶 (Ai no Kioku) - 192. 暴かれた使途 (Abakareta Shito) - 193. friend |

## Volumes 21~Atual
| - 194. Alma = Carma Despertado - 195. Repercussão - 196. Vá!! - 197. Caminhos Cruzados, Sem Encontros - 198. Verdade Infrutífera - 199. Pequeno Adeus | - 194. アルマ＝カルマ覚醒 (Aruma = Karuma Kakusei) - 195. 波紋 (Hamon) - 196. 行け!! (Ike!!) - 197. 擦れ、違いて (Sure, Chigaite) - 198. 徒花の真実 (Adabana no Shinjitsu) - 199. リトル グッバイ (Ritoru Gubai) |

| - 200. Semente da Destruição - 201. Pecador em Desespero - 202. Mundo em Mudança - 203. Destino ~Consciência~ - 204. Premonições da Separação - 205. Meu Lar | - 200. 破滅の種子 (Hametsu no Shushi) - 201. 絶望の罪人 (Zetsubō no Zainin) - 202. 変わる世界 (Kawaru Sekai) - 203. Fate -現- (Fate ~Utsutsu~) - 204. 別れの予感 (Wakare no Yokan) - 205. My home |

| - 206. A Visão de Maria - 207. Aquele que Segue Andando - 208. Vivemos Vidas de Dúvidas - 209. Procurando por Allen Walker: Viajantes Companheiros - 210. Procurando por Allen Walker: A Razão - 211. Procurando por Allen Walker: Reunião - 212. Procurando por Allen Walker: Chamando por Você - Omake. Procurando por Allen Walker | - 206. マリアの視線 (Maria no Shisen) - 207. 歩みだすもの (Ayumi Dasu Mono) - 208. 迷い生きる僕らは (Mayoi Ikiru Bokura wa) - 209. A・Wをたずねて・同行者 (Aren Wōkā wo Tazunete: Dōkōsha) - 210. A・Wをたずねて・理由 (Aren Wōkā wo Tazunete: Riyuu) - 211. A・Wをたずねて・再会 (Aren Wōkā wo Tazunete: Saikai) - 212. A・Wをたずねて・君を呼ぶ (Aren Wōkā wo Tazunete: Kimi wo Yobu) - 番外編. A・Wをたずねて (Aren Wōkā wo Tazunete) |

| - 213. Procurando por Allen Walker: Aquele que se Esconde - 214. Procurando por Allen Walker: Despertar - 215. Procurando por Allen Walker: Ao seu Lado - 216. Procurando por Allen Walker: Ataque - 217. Procurando por Allen Walker: Um Acento Vazio - 218. Procurando por Allen Walker: "D" | - 213. A・Wをたずねて・秘める者 (Aren Wōkā wo Tazunete: Himeru Mono) - 214. A・Wをたずねて・目覚め (Aren Wōkā wo Tazunete: Mezame) - 215. A・Wをたずねて・キミの傍に (Aren Wōkā wo Tazunete: Kimi no Soba ni) - 216. A・Wをたずねて・襲撃 (Aren Wōkā wo Tazunete: Shūgeki) - 217. A・Wをたずねて・One seat empty (Aren Wōkā wo Tazunete: One seat empty) - 218. A・Wをたずねて・「D」 (Aren Wōkā wo Tazunete: "D") |

| - 219. Procurando por Allen Walker: Ele Esqueceu o Amor - 220. Procurando por Allen Walker: Ele Fecha os Olhos Dentro do Turbilhão - 221. Procurando por Allen Walker: A Piada do Palhaço - 222. Procurando por Allen Walker: Hypokrisis | - 219. A・Wをたずねて・彼は愛を忘れている (Aren Wōkā wo Tazunete: Kare wa Ai o Wasurete Iru) - 220. A・Wをたずねて・彼は渦の中でいっそう目を瞑る (Aren Wōkā wo Tazunete: Kare wa Uzu no Naka de Issō me o Tsumuru) - 221. A・Wをたずねて・道化の戯れ言 (Aren Wōkā wo Tazunete: Dōke no Zaregoto) - 222. A・Wをたずねて・Hypokrisis (Aren Wōkā wo Tazunete: Hypokrisis) |

| - 223. Procurando por Allen Walker: Para o Meu Caminho - 224. Procurando por Allen Walker: Chamada 1 - 225. Procurando por Allen Walker: Chamada 2 - 226. Procurando por Allen Walker: Homem Vivo + Homem Morto - 227. Adeus a Allen Walker: Segredos e Restos - 228. Adeus a Allen Walker: Veneno e Guia - 229. Adeus a Allen Walker: Disfarce e Confidente - 230. Adeus a Allen Walker: Chamas e Lágrimas | - 223. A・Wをたずねて・To my way (Aren Wōkā wo Tazunete: To my way) - 224. A・Wをたずねて・CALL 1 (Aren Wōkā wo Tazunete: Call 1) - 225. A・Wをたずねて・CALL 2 (Aren Wōkā wo Tazunete: Call 2) - 226. A・Wをたずねて・Live man + Dead man (Aren Wōkā wo Tazunete: Live man + Dead man) - 227. A・Wに別れを告げる・秘密と亡骸 (Aren Wōkā ni Wakare wo Tsugeru: Himitsu to Nakigara) - 228. A・Wに別れを告げる・毒と標 (Aren Wōkā ni Wakare wo Tsugeru: Doku to Shirube) - 229. A・Wに別れを告げる・掩蔽と腹心 (Aren Wōkā ni Wakare wo Tsugeru: Enpei to Fukushin) - 230. A・Wに別れを告げる・灯火と涙痕 (Aren Wōkā ni Wakare wo Tsugeru: Tomoshibi to Ruikon) |

| - 231. Adeus a Allen Walker: Prólogo - 232. Adeus a Allen Walker: Braço Vermelho e o Palhaço - 233. Adeus a Allen Walker: O Caminho dos Três - 234. Adeus a Allen Walker: Observador - 235. Adeus a Allen Walker: Braço Vermelho e o Cachorro - 236. Adeus a Allen Walker: Braço Vermelho e o Pierrô | - 231. A・Wに別れを告げる・序幕 (Aren Wōkā ni Wakare wo Tsugeru: Jomaku) - 232. A・Wに別れを告げる・赤腕とピエロ (Aren Wōkā ni Wakare wo Tsugeru: Akaude to Piero) - 233. A・Wに別れを告げる・The way of the three (Aren Wōkā ni Wakare wo Tsugeru: The Way of the Three) - 234. A・Wに別れを告げる・監視者 (Aren Wōkā ni Wakare wo Tsugeru: Kanshi-sha) - 235. A・Wに別れを告げる・赤腕と犬 (Aren Wōkā ni Wakare wo Tsugeru: Akaude to Inu ) - 236. A・Wに別れを告げる・赤腕とピエロ (Aren Wōkā ni Wakare wo Tsugeru: Akaude to Piero) |

| - 237. Adeus a Allen Walker: Braço Vermelho e Mana - 238. Adeus a Allen Walker: Braço Vermelho e Mana 2 - 239. Adeus a Allen Walker: Braço Vermelho e Mana 3 - 240. Adeus a Allen Walker: Braço Vermelho e Mana 4 - 241. Adeus a Allen Walker: Braço Vermelho e Mana 5 - 242. Adeus a Allen Walker: Braço Vermelho e Mana 6 - 243. Adeus a Allen Walker: Braço Vermelho e Mana 7 - 244. Adeus a Allen Walker: Braço Vermelho e Mana 8 - 245. Adeus a Allen Walker: Braço Vermelho e Mana 9 | - 237. A.W（アレン・ウォーカー）に別れを告げる・赤腕とマナ (A.W. (Aren Wōkā) ni Wakare o Tsugeru ・ Akaude to Mana) - 238. A.Wに別れを告げる・赤腕とマナ2 (A.W. (Aren Wōkā) ni Wakare o Tsugeru ・ Akaude to Mana 2) - 239. A.Wに別れを告げる・赤腕とマナ3 (A.W. (Aren Wōkā) ni Wakare o Tsugeru ・ Akaude to Mana 3) - 240. A.Wに別れを告げる・赤腕とマナ4 (A.W. (Aren Wōkā) ni Wakare o Tsugeru ・ Akaude to Mana 4) - 241. A.Wに別れを告げる・赤腕とマナ5 (A.W. (Aren Wōkā) ni Wakare o Tsugeru ・ Akaude to Mana 5) - 242. A.Wに別れを告げる・赤腕とマナ6 (A.W. (Aren Wōkā) ni Wakare o Tsugeru ・ Akaude to Mana 6) - 243. A.Wに別れを告げる・赤腕とマナ7 (A.W. (Aren Wōkā) ni Wakare o Tsugeru ・ Akaude to Mana 7) - 244. A.Wに別れを告げる・赤腕とマナ8 (A.W. (Aren Wōkā) ni Wakare o Tsugeru ・ Akaude to Mana 8) - 245. A.Wに別れを告げる・赤腕とマナ9 (A.W. (Aren Wōkā) ni Wakare o Tsugeru ・ Akaude to Mana 9) |

| - 246. Despedida de A.W. (Allen Walker) - Allen e Mana - 247. Despedida de A.W. (Allen Walker) - Motivos e caminhos - 248. Despedida de A.W. (Allen Walker) - Contato - 249. Despedida de A.W. (Allen Walker) - 250. Maldição sem fim - 251. Livraria de antiguidades Zoogle - 252. Outro Bookman Jr. - 253. Se for o destino, um dia nos encontraremos novamente - Parte 1 - 253.5. Memórias de prata | - 246. A.W（ｱﾚﾝ･ｳｫｰｶｰ）に別れを告げる・アレンとマナ (A.W. (Aren Wōkā) ni Wakare o Tsugeru ・ Aren to Mana) - 247. A.W（ｱﾚﾝ･ｳｫｰｶｰ）に別れを告げる・思惑と道 (A.W. (Aren Wōkā) ni Wakare o Tsugeru ・ Omowaku to Michi) - 248. A.W（ｱﾚﾝ･ｳｫｰｶｰ）に別れを告げる・接触 (A.W. (Aren Wōkā) ni Wakare o Tsugeru ・ Sesshoku) - 249. A.W（ｱﾚﾝ･ｳｫｰｶｰ）に別れを告げる (A.W. (Aren Wōkā) ni Wakare o Tsugeru) - 250. 終わらぬ呪い (Owaranu Noroi) - 251. ズーグル古書店 (Zūguru Kosho-ten) - 252. もうひとりのBOOKMAN Jr. (Mō Hitori no BOOKMAN Jr.) - 253. 運命ならばいつかまた会える・前編 (Unmei naraba itsuka mata aeru ・ Zenpen) - 253.5. 白銀の記憶 (Hakugin no kioku) |

### Capítulos que ainda não foram compilados em volumes
| 254. | Se for o destino, um dia nos encontraremos novamente - Parte 2 | 運命ならばいつかまた会える・後編 | (Unmei naraba itsuka mata aeru ・ Kō-hen) |
| 255. | Protetor do brilho prateado                                    | 銀光の守りて                     | (Ginkō no Mamorite)                       |